# Zdravko Radulović
Zdravko Radulović (in serbo Здравко Радуловић?; Nikšić, 12 dicembre 1966) è un ex cestista e allenatore di pallacanestro jugoslavo di etnia montenegrina, dal 1991 croato.

## Carriera
Con la Jugoslavia ha disputato i Giochi olimpici di Seul 1988 e i Campionati europei del 1989.

## Palmarès

### Giocatore
- Campionato croato: 2

Cibona Zagabria: 1992, 1992-93
- Campionato israeliano: 1

Maccabi Tel Aviv: 1998-99
- Coppa di Israele: 1

Maccabi Tel Aviv: 1998-99